# Výkleky
Výkleky település Csehországban, Přerovi járásban. Výkleky Dolní Újezd, Veselíčko, Lazníčky, Lazníky és Velký Újezd településekkel határos. Lakosainak száma 281 fő (2024. január 1.).

## Népesség
A település lakosságának változását az alábbi diagram mutatja:
| Lakosok száma | 345  | 392  | 416  | 392  | 310  | 275  | 278  | 277  | 264  | 281  |
|               | 1869 | 1900 | 1921 | 1961 | 1980 | 2011 | 2016 | 2019 | 2021 | 2024 |